# Purbalingga (huyện)
Purbalingga là một huyện (tiếng Indonesia: kabupaten) tại tỉnh Trung Java của Indonesia. Huyện lị là Purbalingga. Purbalingga có diện tích 777.65 km² và dân số năm 2007 là 890.779 người, mật độ đạt 1145,3 người/km².
Huyện Purbalingga được chia thành các phó huyện/xã: Bobotsari, Bojongsari, Bukateja, Kaligondang, Kalimanah, Karanganyar, Karangjambu, Karangmoncol, Karangreja, Kejobong, Kemangkon, Kertanegara, Kutasari, Mrebet, Padamara, Pengadegan, Purbalingga, Rembang.